# Cerekiew (województwo małopolskie)

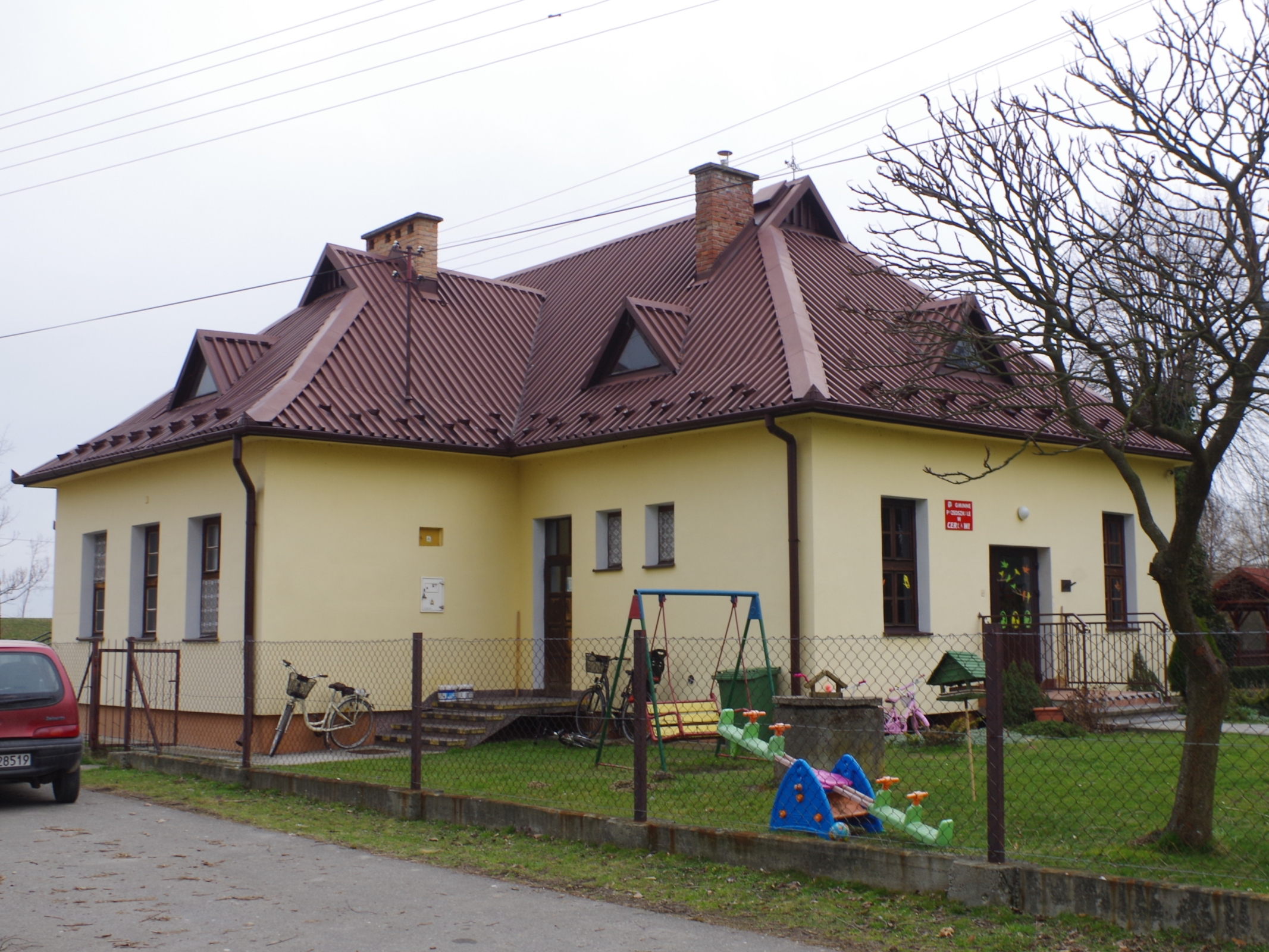
Przedszkole

Cerekiew (daw. Cerkiew) – wieś w Polsce położona w województwie małopolskim, w powiecie bocheńskim, w gminie Bochnia. Znajduje się na równinie Podgórza Bocheńskiego, między rzekami Raba i Gróbka.
W latach 1954–1960 wieś należała i była siedzibą władz gromady Cerekiew, po jej zniesieniu w gromadzie Uście Solne. 
W latach 1975–1998 miejscowość administracyjnie należała do województwa tarnowskiego.
Integralne części miejscowości: Bajdów, Czasławice.
Cerekiew to najbardziej na północ wysunięta miejscowość bocheńskiej gminy, siedziba parafii od 1470 roku.
W 1595 roku wieś Cerkiew położona w powiecie szczyrzyckim województwa krakowskiego była własnością starosty olsztyńskiego Joachima Ocieskiego.

## Historia
Parafia w Cerekwi fundacji prawdopodobnie rycerskiej. Przypuszcza się, że parafia w Cerekwi powstała w XII w., od 1326 r. występuje pod nazwą "Sancto Laurentio".

### Z kroniki parafialnej
- 1647 – (zapewne 1657) – Kozacy i Węgrzy spalili i spustoszyli Cerekiew,
- 1813 – wylew Raby,
- 1837 – wylew Raby 6 V,
- 1846 – w Bessowie szabrunek największy, rabunek we Wrzępi i Bieńkowicach,
- 1847 – śmierć głodowa, tyfus,
- 1860 – Cerekiew, Bessów i Cząsławice Barona Eichthala zostały sprzedane Wojciechowi Grabczyńskiemu adwokatowi z Tarnowa za 105 tys. złotych i on na 9 lat wydzierżawił Antoniemu Boguszewskiemu posesorowi(?) Strzelec Wielkich,
- 1867 – wylew Raby,
- 1871 – wylew Raby,
- 1872 – zalane Cząsławice w czasie żniw,
- 1873 – głód na przednówku, ludzie się zadłużyli, w lecie i jesieni cholera,
- 1875 – 12 XI został zaprószony ogień i spalił się młyn dworski przy Gróbce,
- 1876 – 19/20 lutego Raba przerwała wały Czasławicach, woda sięgała po okna,
- 1876 – 19 i 20 V mróz, jesienią myszy,
- 1879 – Bolesław Rożen – zarządca ekonomiczny w Cerekwi,
- 1884 – zalany Bessów – dzierżawca Władysław Artwiński,
- 1886 – stanęła szkoła,
- 1945 – dnia 19 stycznia o godzinie 11-tej, zajechały pierwsze patrole wojsk rosyjskich.

W latach 1987–2001 w dawnej szkole funkcjonował Specjalny Ośrodek Szkolno-Wychowawczy. W 2021 r. w budynku powstał Środowiskowy Dom Samopomocy "Pod Bocianim Gniazdem", prowadzony przez Fundację im. Brata Alberta. 

## Zabytki
Obiekty wpisane do rejestru zabytków nieruchomych województwa małopolskiego.
- kościół parafialny pw. św. Wawrzyńca z 1664 r. (ob. przeniesiony do skansenu w Nowym Sączu) oraz dzwonnica drewniana.

## Kościół w Cerekwi
Drewniany kościół pod wezwaniem św. Wawrzyńca Męczennika postawiono w 1664 r., fundowany przez Osieckiego, dziedzica miejscowego i żołnierza. Odnowiono go w 1879 roku. W roku 1888 od parafii odłączyły się Okulice, jako samoistna parafia. Przed II wojną zrobiono fundamenty pod nowy, murowany kościół, który wybudowano w latach 1948–1952, pod kierunkiem Józefa Merendy, według projektu arch. Zbigniewa Solawy. Styl kościoła i wyposażenie – neogotyckie. Ze starego kościoła przeniesiono organy z drugiej połowy XVII w., obraz św. Wawrzyńca, barokowy z XVIII w., kropielnicę kamienną z 1786 r., dzwon odlany w Gdańsku w 1642 roku. Kościół konsekrował bp Karol Pękala 28 IX 1952 r. zachowując patrona kościoła. Drewniany, znacznie zniszczony kościół znajduje się w skansenie w Nowym Sączu.
Szkoła parafialna istniała od 1596 r. Kronika parafialna istnieje od 1866 i nie podaje wcześniejszych wydarzeń.